# محمود یاوری

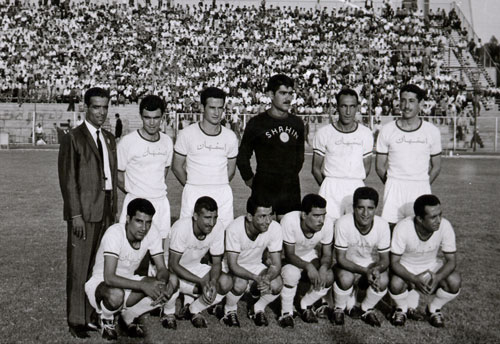
شاهین اصفهان (سپاهان کنونی) - ۱۳۴۲ محمود یاوری نشسته از چپ، نفر اول

محمود یاوری در افتتاح گنجینه افتخارات هیئت فوتبال استان اصفهان ۱۳۹۹

محمود یاوری (۱۸ مهر ۱۳۱۸ – ۲۰ آبان ۱۳۹۹) سرمربی فوتبال اهل ایران بود.
او فوتبال را از تیم شاهین اصفهان (سپاهان فعلی) آغاز کرد و تا سال ۱۳۴۲ عضو این باشگاه بود.
وی در سال ۱۳۴۲ به عضویت تیم پاس تهران درآمد و تا سال ۱۳۵۰ در این تیم حضور داشت. یاوری در سال ۱۳۵۰ به عنوان بازیکن فوتبال، بازنشسته شد.
او در سال ۱۳۶۳ (۱۹۸۴ میلادی) به عنوان سرمربی تیم ملی فوتبال ایران انتخاب شده‌است و در شش بازی که تیم ملی فوتبال ایران را هدایت کرد، در هر ۶ بازی پیروز شد.
محمود یاوری در سال ۱۳۵۶ سرمربی تیم ملی جوانان فوتبال کشور شد و در سال ۱۳۵۷ حضور در تیم ملی ب و تیم ملی امید را تجربه نمود.
طی سال‌های ۱۳۷۰ و ۱۳۷۱ به مربیگری مجدد در تیم ملی جوانان رسید و در سال ۱۳۸۴ هم مدیر تیم ملی فوتبال جوانان شد.
از تیم‌های باشگاهی او که مربیگری کرده می‌توان به سپاهان، ذوب آهن، فجر سپاسی، برق شیراز، شاهین بوشهر، تراکتورسازی تبریز، ابومسلم مشهد، صبای قم، استقلال اهواز، پاس، استیل‌آذین، راه‌آهن و مس کرمان اشاره کرد. از افتخارات زندیاد  یاوری کسب  نایب قهرمانی جام حذفی ۱۳۷۵-۱۳۷۴  با برق شیراز است.

## سرمربی‌گری تیم ملی فوتبال
در سال ۱۳۶۳ بهروز صحابه (رئیس وقت فدراسیون فوتبال)، محمود یاوری ۴۴ ساله را به عنوان سرمربی تیم ملی بزرگسالان انتخاب کرد.
در تابستان ۱۳۶۳ تیم ملی به رهبری محمود یاوری در مسابقات فوتبال انتخابی جام ملت‌های آسیا ۱۹۸۴ شرکت کرد، اما وقتی نصرالله سجادی به جای بهروز صحابه رئیس فدراسیون فوتبال شد، یاوری از مسئولیت سرمربی‌گری خود در تیم ملی کنار رفت.

## درگذشت
محمود یاوری پس از ابتلا به کووید ۱۹ در بیمارستان بستری شد و پس از چند هفته، صبح روز سه‌شنبه ۲۰ آبان ۱۳۹۹ در سن ۸۱ سالگی درگذشت.

### پیام تسلیت فیفا
جیانی اینفانتینو، رئیس فیفا با ارسال نامه به حیدر بهاروند، سرپرست فدراسیون درگذشت محمود یاوری را تسلیت گفت.
در پیام اینفانتینو آمده‌است:
مایل هستم تسلیت صمیمانه خود را برای درگذشت بازیکن و مربی بین‌المللی اسبق، محمود یاوری، ابراز کنم. زبان برای ابراز غم این درگذشت کافی نیست. محمود یاوری در طول حرفه اش، در بین سال‌های ۱۹۶۷ و ۱۶۶۹ سه بازی ملی داشت. بازی در تیم‌های شاهین اصفهان  و پاس تهران در یادها خواهد ماند. بعد از بازنشستگی، حرفه مربیگری را آغاز کرد و در چند باشگاه مختلف برای بیش از ۴۰ سال مربیگری کرد. او همچنین تیم ملی بزرگسالان، المپیک و زیر ۲۰ سال ایران را هدایت کرد. وی به عنوان یکی از سرمربیان با تجربه و همچنین میراث و دستاوردهای یاوری به‌خصوص شخصیت، رهبری و خصایص انسانی شان هرگز فراموش نخواهد شد و به راستی که جایشان خالی خواهد بود. از طرف جامعه جهانی فوتبال، مایل هستم همدردی عمیقی را با فدراسیون فوتبال ایران، خانواده یاوری، دوستان و محبوبانشان داشته باشم. ما را در غم خود شریک بدانید. امیدواریم یادآوری این خاطرات و همدردی تسکینی برای این رخداد سخت باشد.